# Who We Used to Be
Albums de James Blunt
Once Upon a Mind
(2019)
Who We Used to Be est le 7e album studio du chanteur britannique James Blunt sorti le 27 octobre 2023. Le premier extrait s'intitule Beside You,.

## Liste des pistes
| No  | Titre                           | Durée |
| --- | ------------------------------- | ----- |
| 1.  | Saving a Life                   | 2:55  |
| 2.  | Some Kind of Beautiful          | 2:57  |
| 3.  | Beside You                      | 3:05  |
| 4.  | Last Dance                      | 2:48  |
| 5.  | All the Love That I Ever Needed | 3:17  |
| 6.  | The Girl That Never Was         | 3:13  |
| 7.  | Cold Shoulder                   | 3:08  |
| 8.  | I Won't Die With You            | 3:04  |
| 9.  | Dark Thought                    | 3:43  |
| 10. | Glow                            | 2:50  |